# 6،4،2-ثلاثي كلورو أنيسول
6،4،2 - ثلاثي كلورو أنيسول (TCA) عبارة عن مركب كيميائي وهو المشتق المكلور للأنيسول . وهو المادة الكيميائية المسؤولة عن تحلل الفلين(سدادة القنينة) في الخمور . أيضاً تضمن (TCA) كمكون رئيسي في (خلل ريو) (بالإنجليزية: Rio defect )‏ في القهوة من أمريكا الوسطى والجنوبية .
كما يوجد TCA في القهوة والذي يولد الرائحة الكيميائية الترابية المميزة لأنواع القهوة المصنوعة من أنواع البن الخشن ، كما يطلق عليه أيضــا ً ( مذاق ريو Rio Taste ) لأن أول اكتشاف له كان في أنواع بن تمت زراعتها حول مدينة ( ريو دي جانيرو )
وتعتبر عتبة الإدراك الحسـي للجهازالشَّمِّـي لهذا المركب منخفضة بشكل مذهل إذ تتدنى حتى ستة أجزاء في المليون من جزء في البليون من الجرام في كل ملليلتر.